# Courban
Courban is een gemeente in het Franse departement Côte-d'Or (regio Bourgogne-Franche-Comté). De plaats maakt deel uit van het arrondissement Montbard.

## Geografie
De oppervlakte van Courban bedraagt 17,6 km², de bevolkingsdichtheid is 10 inwoners per km².
De onderstaande kaart toont de ligging van Courban met de belangrijkste infrastructuur en aangrenzende gemeenten.

## Demografie
In 2014 telde de gemeente 175 inwoners, hetgeen een toename met 16% betekent ten opzichte van 1999. Onderstaande figuur toont het verloop van het inwonertal van 1962 tot 2008 (bron: INSEE-tellingen).

## Verkeer
Courban ligt aan de departementale weg D965 van Châtillon-sur-Seine naar Châteauvillain in het departement Haute-Marne (in dit departement draagt de weg het nummer D65). Vlakbij liep vroeger ook spoorlijn 838000 van Troyes naar Gray, maar deze lijn is thans grotendeels buiten gebruik. De Rue de la Gare herinnert aan de tijd toen Courban een treinstation had.

## Monumenten
- De parochiekerk, officieel Église Saint-Germain d'Auxerre maar ook soms Église de la Sainte Trinité (Heilige Drievuldigheidskerk) genaamd. Ze dateert uit de 15de eeuw en werd in de 19de eeuw ingrijpend verbouwd. Binnenin zijn enkele muurschilderingen uit de 16de eeuw te zien, alsook een processiekruis (beschermd erfgoed) en beeldhouwwerk uit dezelfde periode.
- De Commanderij van Épailly, gelegen even ten noorden van de dorpskern. De commanderij werd rond 1200 gesticht door de Tempeliers en later overgenomen door de Johannieterorde. Thans is het een landbouwbedrijf, maar een deel van de gebouwen is bewaard, waaronder de kapel (beschermd monument sinds 2010).

## West-Vlaamse aanwezigheid
Na de Eerste Wereldoorlog zijn enkele families uit West-Vlaanderen, van wie het landbouwbedrijf door de oorlogshandelingen vernield was of van wie de landerijen door vier jaar strategische inundaties verzilt waren, zich in Courban komen vestigen. Hun kinderen hebben in de streek een huwelijkspartner gevonden en zijn er blijven wonen. Dat verklaart het voorkomen van Vlaamse namen - Verslype, Windels - op nogal wat grafstenen op de gemeentelijke begraafplaats.

## Externe links

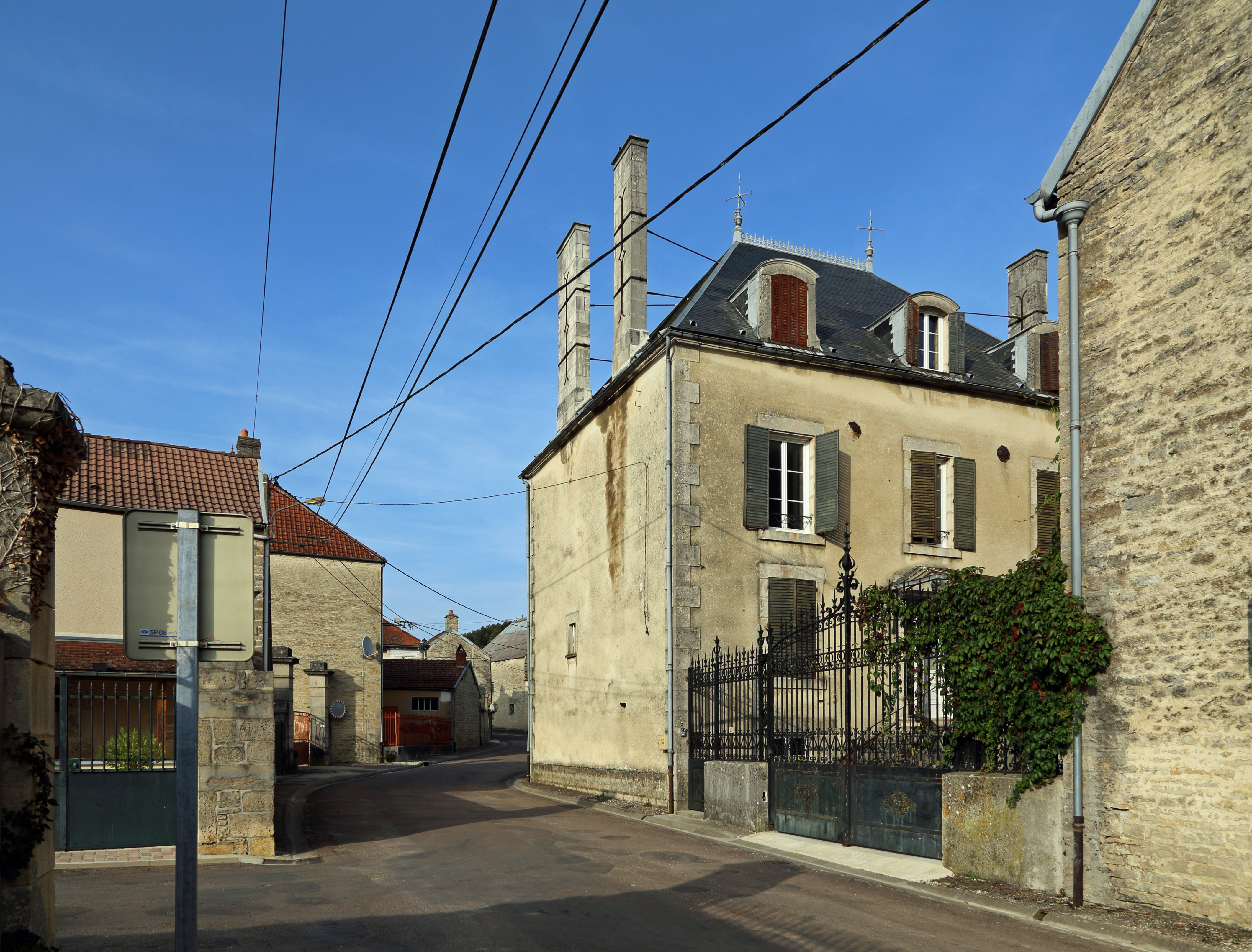
De hoofdstraat
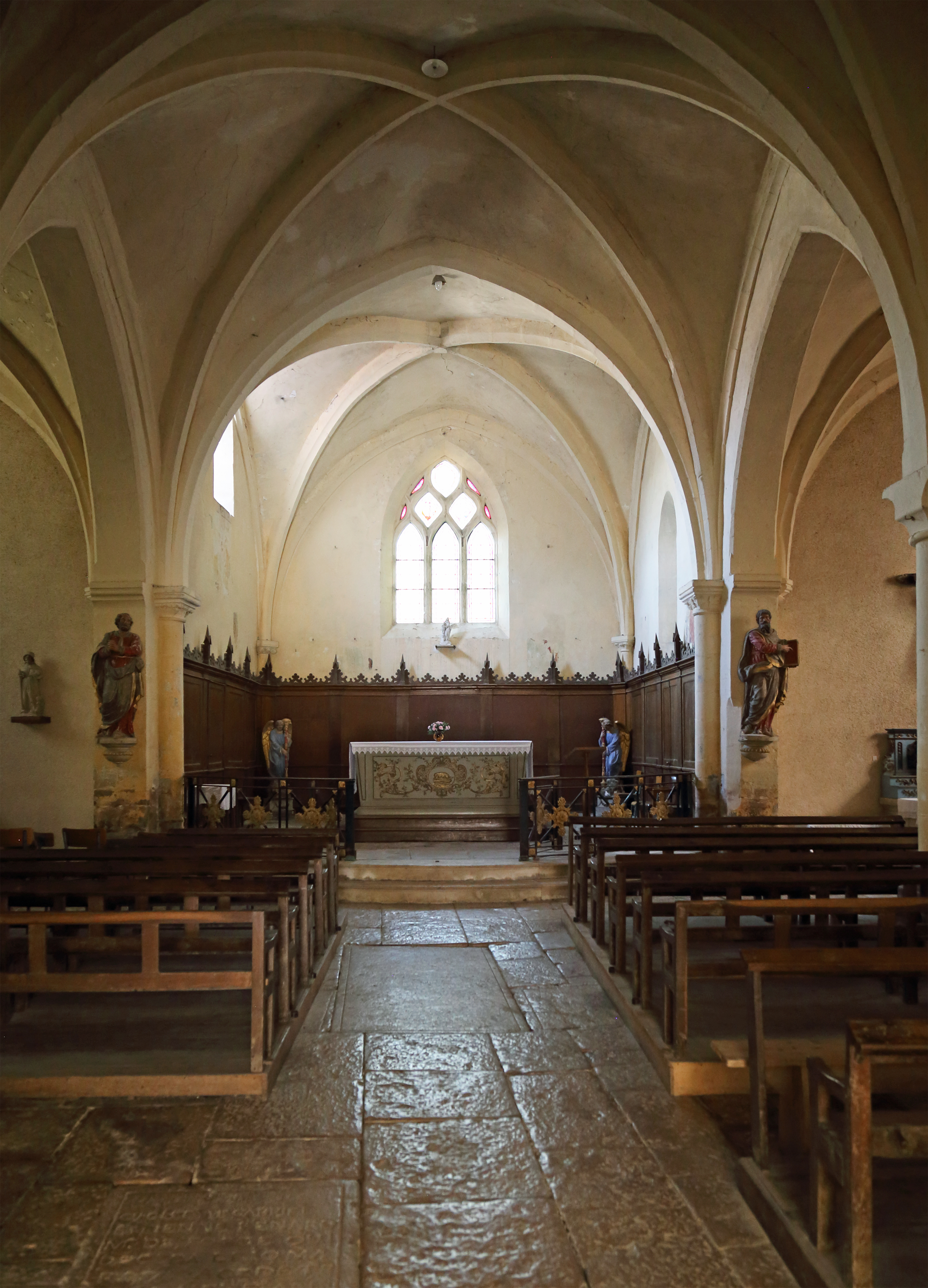
Interieur van de kerk
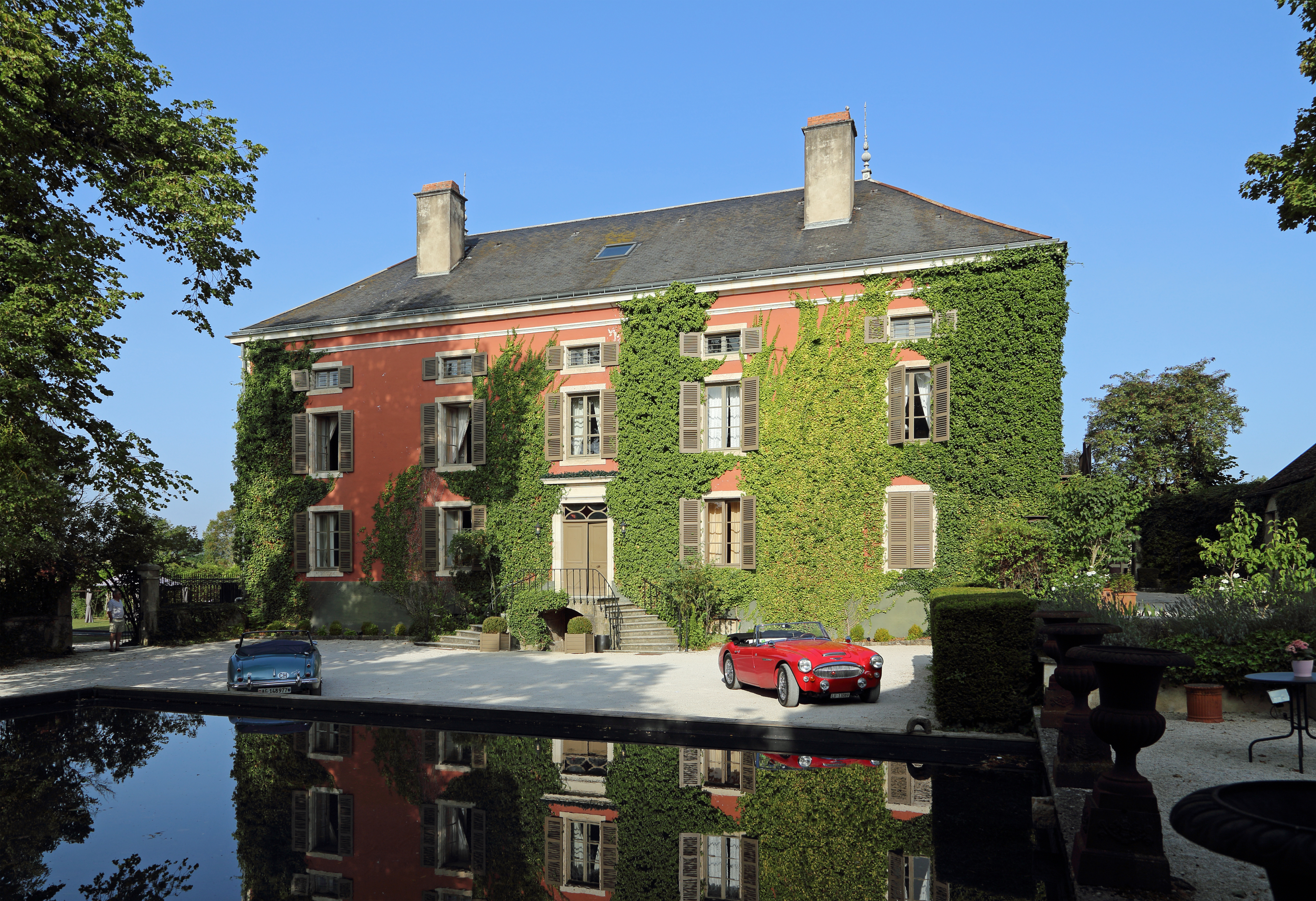
Het kasteel, thans hotel
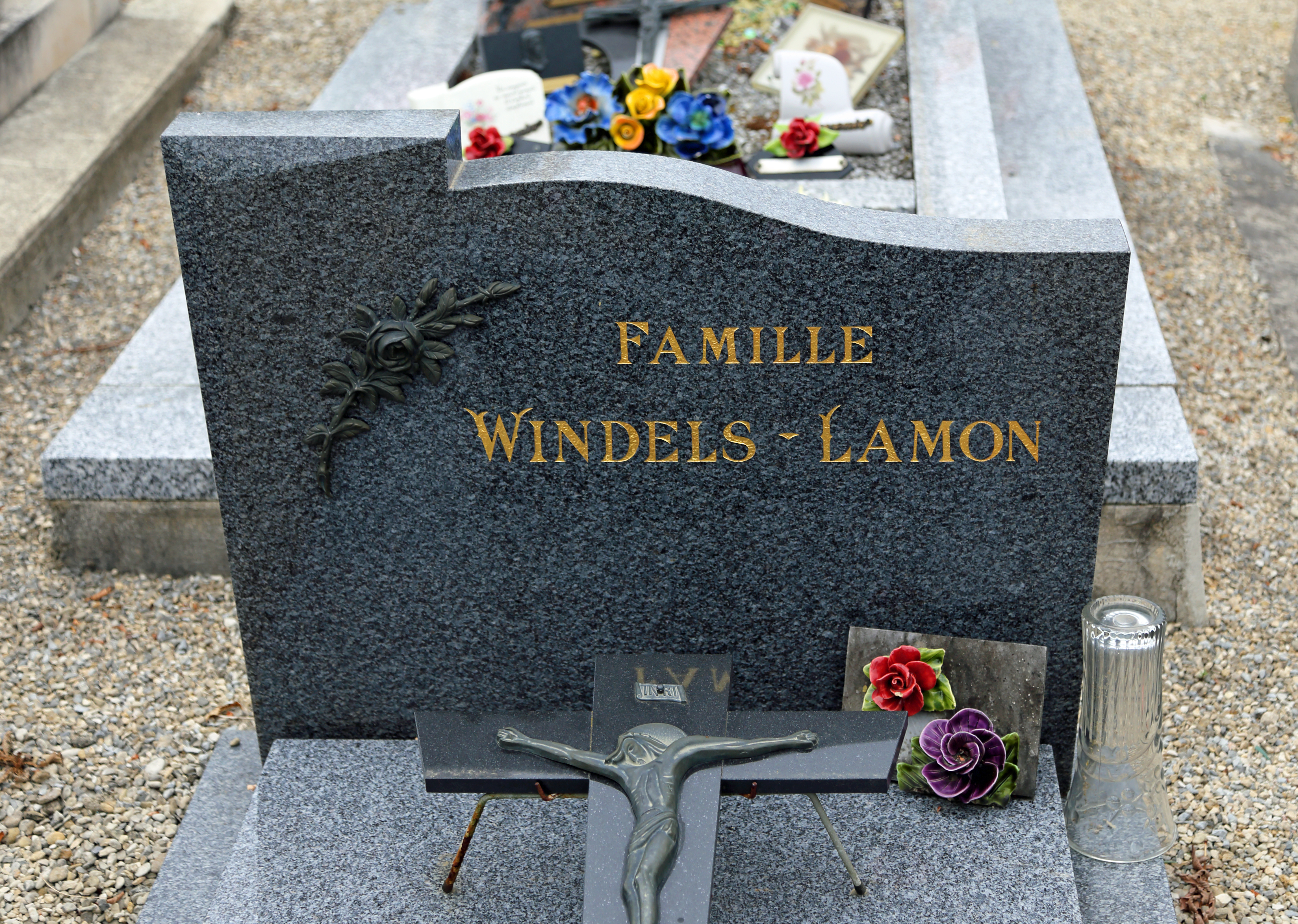
Grafsteen op de gemeentelijke begraafplaats